# Joshua Magee
Joshua Magee (Donegal, 3 de noviembre de 1994) es un deportista irlandés que compite en bádminton. Sus hermanos Sam y Chloe también compiten en bádminton. Ganó una medalla de bronce en los Juegos Europeos de Minsk 2019, en la prueba de dobles.

## Palmarés internacional
| Juegos Europeos | Juegos Europeos   | Juegos Europeos   | Juegos Europeos |
| Año             | Lugar             | Medalla           | Prueba          |
| --------------- | ----------------- | ----------------- | --------------- |
| 2015            | Bakú (Azerbaiyán) | Medalla de bronce | Dobles          |